# Håsjö församling
Håsjö församling var en församling inom Svenska kyrkan i Härnösands stift och i Bräcke kommun i östligaste Jämtland, Jämtlands län. Församlingen uppgick 2002 i Hällesjö-Håsjö församling. 

## Administrativ historik
Församlingen har medeltida ursprung. 
Församlingen var tidigt annexförsamling i pastoratet Hällesjö och Håsjö för att från omkring 1350 till 1 maj 1903 vara annexförsamling i pastoratet Ragunda, Fors, Håsjö och Hällesjö som mellan 1589 och 1 maj 1873 även omfattade Stuguns församling och från 1881 inte längre omfattade Fors församling. Från 1 maj 1903 till 2002 var församlingen annexförsamling i pastoratet Hällesjö och Håsjö. Församlingen uppgick 2002 i Hällesjö-Håsjö församling.

## Kyrkor
- Håsjö gamla kyrka
- Håsjö nya kyrka